# Antoine Le Quieu
Antoine Le Quieu, in religione Antonio del Santissimo Sacramento (Parigi, 23 febbraio 1601 – Cadenet, 7 ottobre 1676), è stato un religioso francese dell'Ordine dei frati predicatori, fondatore dell'Ordine del Santissimo Sacramento e di Nostra Signora.

## Biografia
Suo padre, Antoine Le Quieu, era un noto avvocato ma morì poco dopo la nascita del figlio; sua madre, Marguerite Le Caron, si risposò con Pierre Jaquet e crebbero Antoine con durezza.
Entrò presto in contatto con gli ambienti devoti di Parigi (la certosa di Vauvert di dom Richard Beaucousin, il salotto di Barbe Acarie). Intraprese gli studi giuridici ma, colpito dalla predicazione di un prete di Saint-Eustache e impressionaro dalla morte del giovane frate Simon Baliève, del convento domenicano di rue Saint-Honoré, maturò la decisione di abbracciare la vita religiosa.
Vestì l'abito domenicano il 30 luglio 1622 e professò i voti il 24 agosto 1623. Nel convento dell'Annunciazione di rue Saint-Honoré, ricevette una formazione austera. Nel 1631 fu nominato maestro dei novizi nel convento di Avignone e iniziò a predicare in città e nei dintorni.
Elaborò un progetto di riforma dell'ordine, teso a un ritorno all'originaria povertà, alla ripresa dell'attività di evangelizzazione delle campagne e all'espansione delle missioni presso i musulmani e i protestanti. Fu nominato predicatore apostolico dal vicelegato di Avignone e partì per Roma, dove giunse il 17 giugno 1635 e ottenne l'approvazione del suo progetto.
Il primo convento riformato a essere fondato fu quello di Lagnes, che divenne un centro di predicazione per i villaggi vicini. Altri conventi furono fondati a Le Thor nel 1637 e e Marsiglia nel 1639.
La sua idea di imporre ai suoi domenicani di andare scalzi gli attirò l'accusa di voler attuare una scissione all'interno dell'ordine: nel 1642 fu anche imprigionato nei conventi di Civitavecchia e Roma e fu costretto a rinunciare al progetto.
Il nuovo maestro generale dell'ordine nel 1644 gli accordò la propria fiducia. Fu eletto priore del convento dell'Annunciazione di rue Saint-Honoré a Parigi e nel 1650 gli fu concesso di tornare a Le Thor: i suoi conventi riformati furono raggruppati nella congregazione del Santissimo Sacramento. A capo della congregazione, che godeva della stessa autonomia di una provincia, fu posto un vicario generale. Altri conventi furono fondati a Sault nel 1658, a Cadenet nel 1660 e a Saint-Paul-Trois-Châteaux nel 1664.
In quegli anni prese forma anche un suo antico progetto di fondare un monastero femminile dedito all'adorazione del Santissimo Sacramento. Ebbe la prima idea il 14 settembre 1633 e nel 1635 incontrò a Marsiglia le donne che avrebbero formato il primo nucleo della comunità; il 16 maggio 1659 le suore di Marsiglia ebbero il permesso di custodire il Santissimo Sacramento nella loro casa.
Dal 1659 si dedicò intensamente alla predicazione delle missioni popolari: d'inverno predicava le missioni nelle campagne, poi le prediche quaresimali; dopo Pasqua visitava i conventi riformati e il monastero di Marsiglia e predicava nei villaggi vicini. D'estate, quando i contadini erano più impegnati nel lavoro agricolo, predicava tra i protestanti a Ginevr; prima di riprendere le missioni, a settembre visitava nuovamente i conventi, il monastero e le comunità vicine.
Nell'agosto del 1676, mentre si trovava nel convento di Sault, cadde malato e si fece trasportare nel convento di Cadenet, dove morì.